# Зелфа
Зелфа,  Зилпа (ивр. זִלְפָּה‎, купля, малость) — персонаж Книги Бытия — служанка Лии, которая становится женой Иакова и родила ему двух сыновей Гада и Асира (Быт. 30:9—13)
Зелфа отдана Лие в качестве служанки отцом Лии, Лаваном, после женитьбы Иакова на Лии (Быт. 29:24). Она родила Иакову шестнадцать душ (46:18). 
Завещание Неффалима сообщает, что отец Зелфы и Валлы Руфей был взят в плен и освобождён Лаваном, отцом Рахили и Лии, который дал ему служанку Евнан в жены, которая была матерью Зелфы и Валлы.
Талмудические источники, с другой стороны, утверждают, что Зелфа и Валла были также дочерьми Лавана, через его наложниц, что делает их единокровными сёстрами Рахили и Лии.
Согласно Раши, Зелфа младше чем Валла, и решение Лавана отдать её Лие было частью хитрости, использованной им для обмана Иакова, чтобы тот женился на Лии, которая была старше, чем Рахиль. Наутро после свадьбы, Лаван объяснил Иакову, «В нашем месте так не делают, чтобы младшую выдать прежде старшей» (Быт. 29:26). Но ночью, чтобы скрыть обман, Лаван даёт завуалированной невесте младшую из служанок, чтобы Иаков думал, что он женился на Рахили, младшей из сестёр.
Зелфа также фигурирует в соперничестве между женами Иакова, чтобы принести ему сыновей. Лия прекращает зачинать после рождения четвёртого сына, после чего Рахиль, которая ещё не может рожать детей, даёт свою служанку, Валлу, в жёны Иакову, чтобы иметь детей через неё. Когда Валла зачала двух сыновей, Лия берётся за ту же идею и отдаёт Зелфу Иакову. Лия называет двух сыновей Зелфы Гада и Асира (Быт. 30:9—13).
В еврейской традиции, Зелфа считается похороненной в Гробнице праматерей в Тверии.

## В популярной культуре
В романе «Красный шатёр» Аниты Диамант Зелфа и Валла представлены в виде сводных сестер Лии и Рахили от разных матерей .